# Phytomyza cytisi
Phytomyza cytisi är en tvåvingeart som beskrevs av Carl Gustav Alexander Brischke 1881. Phytomyza cytisi ingår i släktet Phytomyza och familjen minerarflugor.
Artens utbredningsområde är Polen. Arten är reproducerande i Sverige. Inga underarter finns listade i Catalogue of Life.